# چمن لاله
چمن لاله نام روستایی است در بخش رغیوه، شهرستان هفتکل در استان خوزستان قرار دارد.

## جمعیت
.
آب و هوای این روستا کوهستانی و گرمسیر است و ۸۰۰ نفر سکنه دارد.